# Четвертий Доктор
Четвертий Доктор — четверте втілення вигаданого персонажа Доктора з британського наукового-фантастичного телесеріалу Доктор Хто. Одним із провідних сценаристів серіалу часів Четвертого Доктора був Дуглас Адамс

## Біографія

### Після регенерації
Регенерувавши втретє, Доктор хотів залишити Землю, але врешті-решт лишився, щоб допомогти Бригадирові Летбрідж-Стюарту у справі з Головним центром і їхнім роботом K-1. Згодом він узяв із собою в мандри Сару-Джейн Сміт і Гаррі Саллівана («Робот»). Під час подорожі Доктору з'явився інший Володар Часу, який запропонував йому місію, — втрутитися в процес створення далеків: або запобігти їхній появі, або спонукати Далеків розвиватися в менш небезпечні істоти («Походження Далеків»). Такий ряд подій призвів до війни між Далеками і Володарями Часу і знищення Галіфрею і Скаро. Після повернення на Землю і поразки Зигонів Гаррі вирішив залишитися на Землі («Терор Зигонів»). Відтоді Доктор вирішив розірвати зв'язок із Землею. Проте, незважаючи на рішення покинути UNIT («Піраміди Марса»), Доктор формально залишається там на посаді наукового радника («План Сонтаранців»).

### Повернення на Галіфрей
Після пригод із Сарою-Джейн Сміт, Доктор отримує телепатичний сигнал з Галіфрею. Він повертає Сару Джейн додому («Рука Страху»), проте помиляється і висаджує її не в Південному Кройдоні, а в Абердині («Зустріч у Школі»). На Галіфреї Доктор перемагає Майстра і відновлює знайомство з колишнім вчителем Борусою («Вбивця»). Доктор подорожував ще невідомий проміжок часу.

### Нові друзі
На неназваній планеті, яку Доктор уже відвідував кілька сторіч до того, він знайомиться з Лілою. Під час свого минулого візиту, він ненароком відкрив друк і увімкнув комп'ютер з корабля колонії людей, випадково віддавши йому частку своєї особистості, що наділило комп'ютер власним розумом. Під час першої подорожі на цю планету Доктора помітили люди, які сприйняли його за лихого бога. Пізніше цей народ став племенем воїнів під назвою Севатіми. Після того, як Доктор налаштував комп'ютер, одна дівчина з племені Севатімів, Ліла, приєднується до Доктора. Він познайомив Лілу з наукою, показав різні куточки Всесвіту і різні епохи.
У Лондоні Вікторіанської епохи Доктор і Ліла зустрічають фокусника Лі Син Ченга та його володаря Вонг-Ченга. Згодом вони відвідують Фонд Вінсмута, де до них приєднується K-9 mark II.

### Лорд-Президент Галіфрею
Вкотре повернувшись на Галіфрей, Доктор прикинувся пихатим і спраглим до влади. Він займає пост Лорда-президента Галіфрею. Як пізніше з'ясовується, це був ретельно продуманий план з відбиття атак Варданів і Сонтаранців. Ліла вирішує лишитися на Галіфреї разом із K-9. Доктор залишає Капітолій разом з K-9 mark II у кошику. Невідомо, скільки Доктор і К-9 подорожували разом, але на початку наступної серії Доктор тільки-но вмикає робота, тож можна припустити, що часу минуло не багато.

### Пізніші мандри
У момент, коли Доктор збирається відпочити й обіцяє K-9 відпустку, його викликає Білий Вартовий. Він просить Доктора вирушити на пошуки ключа часу, який було розділено на шість елементів і розкидано по різних частинах Всесвіту. Допомагати Докторові має Романа, також Володар Часу, яка, втім, не знає всіх деталей справи, позаяк перед нею Білий Вартовий з'явився у подобі Президента Галіфрею. Романа і Доктор відшукали всі елементи ключа, проте вирішили знищити його, адже, опинившись у лихих руках, він здатен знищити Всесвіт. Таке рішення розлютило Чорного Вартового, котрий прагнув заволодіти ключем. Він пообіцяв Докторові, що той заплатить за свій вчинок власним життям. Доктор вирішує встановити в робочу консоль ТАРДІС рандомізер, прилад, що абсолютно випадково обирає координати, відтак, не тільки Чорний Вартовий, а й сам Доктор не міг точно визначити, куди наступного разу попрямує ТАРДІС.
Романа відмовилася повертатися на Галіфрей і вирішила продовжити мандрувати разом із Доктором. Невдовзі після завершення пригоди з ключем часу вона регенерувала, перед тим кілька разів змінивши зовнішність, оскільки Докторові не подобалися всі запропоновані нею варіанти. Зрештою, вона прибрала вигляд принцеси Астри, яку вони зустріли під час пошуків шостого елементу ключа. Доктор, Романа і K-9 mark II мандрували разом вельми тривалий час.
Подорожуючи разом, вони випадково опинились у протилежному Всесвіті, що має назву «Е-простір». На планеті Альзаріус вони зустріли Адріка, юнака, котрий, після нетривалого знайомства з Доктором, вирішив залишитися на борту ТАРДІС, щоб побачити інші світи. Доктор і Романа не знали, що він ховається в ТАРДІС аж до приземлення на наступній планеті.
Романа одержала повідомлення від Володарів Часу, які вимагали, щоб вона повернулася. Не бажаючи провести решту життя на Галіфреї, вона вирішила залишитися в Е-просторі разом із K-9. Доктор, зібравшись показати Алріку Галіфрей, повертається до нормального Всесвіту.
На прохання Хранителя Тракена Доктор приземляється на цій планеті, щоб допомогти її мешканцям подолати зло, яке ось-ось має себе проявити. Як з'ясувалося, цим злом був Майстер, що прагнув посісти місце Хранителя після його смерті. Йому це майже вдалося, але Доктор, за допомогою Тремаса, члена Ради Тракена, зумів завадити своєму давньому ворогу.
Проте, Майстер заволодів тілом Тремаса і продовжив втілювати свій задум завоювання Всесвіту. Під час останнього протистояння з Майстром до Доктора приєднуються нові супутники: Нісса, дочка Тремаса, яка марно сподівалася повернути свого біатька, і Теган Джованка, котра випадково зайшла в ТАРДІС, думаючи, що це звичайна телефонна будка.
Вкотре руйнуючи плани Майстра, Доктор падає з радіотелескопу (проект «Фарос»), внаслідок чого відбувається чергова регенарація. На арену виходить П'ятий Доктор у виконанні Пітера Девісона

## Постать

### Характеристика
Четвертий Доктор, як порівнювати з попередніми втіленнями, був найнедолугіший. Він був незграбний, носив потертий костюм і дуже довгий шарф, котрий для нього сплела мадам Нострадамус («Робот»). Проте, саме вигляд Четвертого Доктора є найвпізнаванішим з усіх його втілень. Професор Меріус — творець K-9 — відзначив, що саме Четвертий Доктор найбільше схожий на «Космічного Волоцюгу».
Кишені його плаща подібні до ТАРДІС — вони значно більші зсередини, ніж зовні. У них Доктор носив безліч предметів: галактичний паспорт, безліч книжок, наручники, люльку, йойо. Одного разу він навіть опускає туди чашку, повну чаю.

### Вік
На Землі Доктор сказав, що йому 749 років. Скільки йому було на момент регенерації, не вточнюється.